# جان كارمين
جان كارمين (بالإنجليزية: Jean Carmen)‏ هي ممثلة أمريكية، ولدت في 7 أبريل 1913 ببورتلاند في الولايات المتحدة، وتوفيت في 26 أغسطس 1993 بتشارلستون في الولايات المتحدة.

## وصلات خارجية
- جان كارمين على موقع IMDb (الإنجليزية)
- جان كارمين على موقع أول موفي (الإنجليزية)
- جان كارمين على موقع قاعدة بيانات برودواي على الإنترنت (الإنجليزية)
- جان كارمين على موقع قاعدة بيانات الفيلم (الإنجليزية)